# Całka splotowa
Całka splotowa – obok transmitancji operatorowej, jedna z postaci opisu typu wejście-wyjście mająca cechę jednoznaczności dla danego układu regulacji (członu, elementu).

## Wstęp
Opis układu sterowania całką splotową wynika z właściwości przekształcenia Laplace’a. Tak zwany iloczyn splotowy, czyli całka splotowa
{\displaystyle y(t)=\int \limits _{-\infty }^{\infty }u(\tau )g(t-\tau )\,d\tau =\int \limits _{-\infty }^{\infty }g(\tau )u(t-\tau )\,d\tau }
jest w dziedzinie czasu odpowiednikiem iloczynu transformat:
{\displaystyle U(s)G(s)=Y(s)}
Zmienna {\displaystyle \tau } jest zmienną całkowania. Podobnie jak w przypadku opisu w wykorzystaniem transmitancji wymagane jest przeprowadzenie pewnej operacji nad funkcją {\displaystyle g(t),} która charakteryzuje układ i funkcją {\displaystyle u(t),} która reprezentuje wymuszenie; operacja ta ma miejsce całkowicie w dziedzinie czasu.
W praktyce całkę splotową oblicza się w granicach skończonych, gdyż wymuszenie {\displaystyle u(t)} ma sens tylko dla {\displaystyle t\geqslant 0,} zaś przy {\displaystyle u(t)=0} dla {\displaystyle t<0} także charakterystyka impulsowa {\displaystyle g(t)} jest równa {\displaystyle 0} dla {\displaystyle t<0,} jeśli system jest przyczynowy (tzn. nie wykazuje reakcji nim nie nastąpi jego pobudzenie).
Tak więc {\displaystyle u(\tau )=0} dla {\displaystyle \tau <0} oraz {\displaystyle g(t-\tau )=0} dla {\displaystyle \tau >t,} a stąd praktyczne granice całkowania:
{\displaystyle y(t)=\int \limits _{0}^{t}u(\tau )g(t-\tau )\,d\tau =\int \limits _{0}^{t}g(\tau )u(t-\tau )\,d\tau .}

## Zestawienie opisów układu w różnych przypadkach
Istnieją ogólne zewnętrzne opisy układów regulacji. W przypadkach układów niestacjonarnych opis jest znany jako opis za pomocą splotu. Niech: {\displaystyle y} będzie wyjściem układu, {\displaystyle h} – odpowiedzią układu, {\displaystyle x} – wejściem układu, wówczas:
| Opis ogólny                          | Opis ogólny                                                   |
| ------------------------------------ | ------------------------------------------------------------- |
| układ stacjonarny, nieprzyczynowy    | {\displaystyle y(t)=\int _{-\infty }^{\infty }h(t-r)x(r)\,dr} |
| układ stacjonarny, przyczynowy       | {\displaystyle y(t)=\int _{0}^{t}h(t-r)x(r)\,dr}              |
| układ niestacjonarny, nieprzyczynowy | {\displaystyle y(t)=\int _{-\infty }^{\infty }h(t,r)x(r)\,dr} |
| układ niestacjonarny, przyczynowy    | {\displaystyle y(t)=\int _{0}^{t}h(t,r)x(r)\,dr}              |

## Uogólnienie na układy wielowymiarowe
Dla układu wielowymiarowego opisanego równaniami stanu, w których {\displaystyle t_{0}=\mathbf {C} ,} a równanie wyjścia dane jest następująco: {\displaystyle \mathbf {y} (t)=\mathbf {C} \mathbf {x} (t)} odpowiedź na wymuszenie dane jest wzorem:
{\displaystyle \mathbf {y} _{\delta }(t)=\int _{0}^{t}{\mathbf {K} (t-\tau )\mathbf {u} (\tau )\,d\tau },}
gdzie macierz odpowiedzi impulsowych
{\displaystyle \mathbf {K} (t)=\mathbf {C} e^{\mathbf {A} t}\mathbf {B} .}
Powyższy wzór na wymuszenie układu wielowymiarowego stanowi uogólnienie całki splotowej i może też być zapisany jako:
{\displaystyle \mathbf {y} =\mathbf {K} \mathbf {u} .}